# Arapski ustanak
Arapski ustanak svoje korijene ima u težnji za nacionalnom nezavisnošću među Arapima pojačana je nacionalističkom politikom Mladoturaka i teškom situacijom u kojoj se Osmansko Carstvo našlo u Prvom svjetskom ratu.
U okviru operacija britanskih snaga na Srednjem istoku protiv Osmanskog Carstva, glavni zadatak arapskih ustanika bilo je uništenje, odnosno neutraliziranje turskih jedinica u al-Hedžasu, što je uspješno i izvršeno. To je, pored ostalog, u znatnoj mjeri pokolebalo lojalnost arapskih elemenata u turskoj vojsci i razbilo izdaju o svetom ratu, koji je proklamirao sultan Mehmed V. Značajnu ulogu u ovom ustanku imao je britanski pukovnik i agent tajne službe, Thomas Edward Lawrence.

## Početak ustanak i prva vojna djelovanja
Uz pomoć Antante (Velike Britanije i Francuske), 5. srpnja 1916. šerif Meke (Makkab) Husein II. (Ḥusayn ibn-‘ Alī) podiže ustanak protiv Turaka. U prvim danima bilo pod oružjem je oko 50.000 dobrovoljaca, organiziranih u nekoliko gerilskih odreda beduina. Ustanici su odmah savladali otpor turskih snaga kod Meke, primorali ih da se povuku u utvrđeni dio grada, a 9. srpanja da kapituliraju. U međuvremenu, 16. srpnja, zauzeli su pomorski grad Džedu (Jeddah) u kojem su uspostavili neposredni kontakt s Britancima. Na obali Crvenog mora zauzeti su i gradovi al-Lith i Yanbu. Od 10. do 25. lipnja izveden je bezuspješan napad na Medinu (al-Madīnah), a Husein II. proglasio je 27. lipnja 1916. nezavisnost al-Hedžasa (al-Ḥijāz), osnovao vladu i pristupio unutrašnjim reformama. Operacijama osmanskih snaga u al-Hedžasu, oko 15.000 vojnika, zapovijedao je Fahri-paša. Od tog broja 10.000 bilo je u Me-dini, 2500 osiguravalo željezničku prugu na dijelu Medina Maan (Ma'an), a ostali dio snaga bio je raspoređen po manjim garnizonima. Iz Medine Turci poduzimaju veliku ofenzivu protiv ustanika. Na pravcu Meke, prodrli su krajem rujna do Rābigha, odakle su se morali povući na položaje 60 km južno od Medine.

### Reorganizacija snaga
Poslije tih operacija, u kojima su ustanici uspjeli osloboditi skoro čitav centralni i južni dio al-Hedžasa, dolazi do reorganizacije snaga i promjene u taktici ustanika. Stvaraju se tri operativne grupe:
Emir Abdulah s dijelom regularnih jedinica napreduje pravcem Meka – Medina. Emir 'Ali s oko 4000 ljudi od kojih 800 na devama napreduje pravcem Rābigh – Bir Abas. Emir Faisal (Fayṣal) s oko 4,000 ljudi, pravcem Yanbu – al-Wajh. Operativne grupe emira Abdulaha i emira 'Alija ostale su do kraja rata na području Medine, vezujući Fahri-pašine snage, a Faisalova grupa čistila je obalni pojas oko Medine.

## Daljnje napredovanje do Damaska
U al-Wajhu je 25. siječnja 1917. uspješno izvršen desant uz sudjelovanje britanskih snaga, što je predstavljalo značajnu pobjedu ustanika čime su Turci izgubili najveću luku na Crvenom moru. Poslije dvomjesečnih operacija jedan dio Faisalovih snaga ušao je u srpnju 1917. u Akabu, gdje je zarobljen turski garnizon (720 vojnika i 30 časnika). Faisalove snage reorganizirane su u dvije pješačke divizije. Dio njegovih jedinica djeluje na desnom krilu britanske vojske i prekida željezničku prugu Ma'ana – Dar'ā, kojom su se opskrbljivale turske snage u al-Hedžasu. Istovremeno, glavnina njegovih snaga napreduje u Siriji. U jesen 1917. težište akcije arapskih ustanika je u području Petre, gdje sprečavaju eksploataciju šume za potrebe turske vojske. U siječnju 1918. zauzimaju Ğabal Mōāb, al-Shoubak, al-Kerak i at-Tafīlah, SZ od Ma'ana.
Faisalove snage uništile su u veljači jak turski odred, no kasnije, pod pritiskom jačih turskih snaga u čijem se sastavu nalazio i jedna njemačka bojna, ustanici su se povukli iz at-Tafīlaha. Poslije toga, težište operacije je Ma'anu gdje su Faisalove snage prisilile na predaju turski garnizon s 2800 vojnika. Glavnina Faisalovih snaga prikupljena je u rujnu 1918. u području Qasr al-Azraq, 100 km istočno od Ammana, odakle sudjeluje u operacijama protiv turskog 2. korpusa na području Dare. Krajem mjeseca Faisalove snage prebacuju se sjeverno od grada, djelujući na pravcu povlačenja 4. armije, 1. listopada 1918. ulazi na čelu savezničkih jedinica (Britanaca i Francuza) u Damask.

## Rezultati ustanka
Osnovnu snagu ustanka činili su, u početku, slabo naoružani i obučeni gerilski odredi, a kasnije regularne jedinice. Po procjeni emira Faisala, u borbama je sudjelovalo oko 100.000 ljudi. Zbog sukoba između plemenskih vođa, ustanak nije dobio svearapski karakter. Suprotstavljeni kolonijalni interesi Velike Britanije i Francuske negativno su utjecali na razmjere i tok ustanka. Politički cilj ustanka bilo je oslobođenje arapskih zemalja od vlasti Osmanskog Carstva, a rezultat tri nove političke tvorevine: Kraljevina Hedžas, Emirat Transjordan i Kraljevina Irak, koje su obećanu nezavisnost stekle tek nakon Drugog svjetskog rata.